# Forest-sur-Marque

Forest-sur-Marque este o comună în departamentul Nord, Franța. În 1 ianuarie 2022 avea o populație de 1.660 de locuitori.